# Maja Almová
Maja Alm (* 10. července 1988) je dánská reprezentantka v orientačním běhu. Jejím největším úspěchem je stříbrná medaile ze sprintu na Mistrovství světa v roce 2012 ve švýcarském Lausanne. V současnosti běhá za švédský klub Ulricehamns OK.

## Sportovní kariéra
| Přehled úspěchů na Mistrovství světa | Přehled úspěchů na Mistrovství světa | Přehled úspěchů na Mistrovství světa | Přehled úspěchů na Mistrovství světa | Přehled úspěchů na Mistrovství světa |
| Mistrovství světa                    | Sprint                               | Middle                               | Long                                 | Štafety                              |
| ------------------------------------ | ------------------------------------ | ------------------------------------ | ------------------------------------ | ------------------------------------ |
| Kyjev 2007                           | X                                    | X                                    | X                                    | 8. místo                             |
| Miskolc 2009                         | 28. místo                            | 35. místo                            | 39. místo                            | X                                    |
| Trondheim 2010                       | 9. místo                             | 11. místo                            | 17. místo                            | 5. místo                             |
| Savojsko 2011                        | 4. místo                             | 6. místo                             | X                                    | 5. místo                             |
| Lausanne 2012                        | 2. místo                             | 28. místo                            | X                                    | 6. místo                             |

| Přehled úspěchů na Mistrovství Evropy | Přehled úspěchů na Mistrovství Evropy | Přehled úspěchů na Mistrovství Evropy | Přehled úspěchů na Mistrovství Evropy | Přehled úspěchů na Mistrovství Evropy |
| Mistrovství Evropy                    | Sprint                                | Middle                                | Long                                  | Štafety                               |
| ------------------------------------- | ------------------------------------- | ------------------------------------- | ------------------------------------- | ------------------------------------- |
| Ventspils 2008                        | X                                     | Q14. místo                            | X                                     | 10. místo                             |
| Primorsko 2010                        | 3. místo                              | 15. místo                             | 26. místo                             | 6. místo                              |
| Falun 2012                            | 3. místo                              | 14. místo                             | X                                     | 4. místo                              |

| Přehled úspěchů na Mistrovství světa juniorů | Přehled úspěchů na Mistrovství světa juniorů | Přehled úspěchů na Mistrovství světa juniorů | Přehled úspěchů na Mistrovství světa juniorů | Přehled úspěchů na Mistrovství světa juniorů |
| Mistrovství světa juniorů                    | Sprint                                       | Middle                                       | Long                                         | Štafety                                      |
| -------------------------------------------- | -------------------------------------------- | -------------------------------------------- | -------------------------------------------- | -------------------------------------------- |
| Gdaňsk 2004                                  | X                                            | 30. místo                                    | 79. místo                                    | X                                            |
| Tenero 2005                                  | X                                            | 36. místo                                    | 36. místo                                    | 10. místo                                    |
| Druskininkai 2006                            | 66. místo                                    | 24. místo                                    | 74. místo                                    | 4. místo                                     |
| Dubbo 2007                                   | 3. místo                                     | 21. místo                                    | 12. místo                                    | 10. místo                                    |
| Göteborg 2008                                | 11. místo                                    | 54. místo                                    | 21. místo                                    | 2. místo                                     |